# Mena Ahmadi
Mina Ahmadi (* 20. März 1997 in Heide (Holstein), Deutschland) ist eine afghanische Fußballnationalspielerin und Futsalspielerin.

## Karriere

### Verein
Ahmadi begann ihre Karriere in der Jugend des TSV Glinde und wechselte 2009 zum TSV Reinbek, bis sie schließlich 2011 ihre Karriere beim FC Bergedorf 85 fortsetzte. Dort rückte sie 2013 in die zweite Mannschaft der 85er auf und schaffte mit dem Team den Aufstieg in die Verbandsliga. In der Saison 2014/2015 half sie auch erstmals bei der Regionalliga-Mannschaft aus. Trotz des Verletzungspechs, welches sie im Laufe der Saison einholte, gehörte Mena zu den Leistungsträgern ihres Teams. Im Mai 2017 wechselte sie zu TTi-Bluebonnets in die Women’s Premier Soccer League (WPSL), für die sie für eine Saison spielte. Nach Abschluss der Saison kehrte sie zurück zum FC Bergedorf 85.

### Nationalmannschaft
Ahmadi feierte im Alter von 19 Jahren im August 2016 ihr Debüt in der afghanischen Fußballnationalmannschaft der Frauen. Im Dezember 2016 nahm sie, neben der in Deutschland spielenden Shabnam Ruhin von Einigkeit Wilhelmsburg und Dorranai Hassan von Hertha 03 Zehlendorf, für Afghanistan an den Fußball-Südasienmeisterschaft der Frauen in Indien teil.

## Futsalkarriere
Neben dem Fußball spielt Ahmadi Futsal. Sie spielte von März bis April 2017 die MNUSU Futsal Fiesta für das Team STO RC im Maafanuu-Sportkomplex in Malé. Beim Team STO RC lief sie mit Landsfrau und Nationalmannschaftskollegin Wida Zemarai auf, die gegenwärtig in Schweden bei Äspereds IF in der Division 4 Södra unter Vertrag steht.

## Persönliches
Ahmadi machte 2016 ihr Abitur am Gymnasium Glinde. und ging nach dem Abschluss nach Houston an das The Technical Institute in Houston, Texas. Im Mai 2017 war sie vom Executive Order 13769, welche die Einreise von Muslimen in die USA einschränkt, betroffen. Sie fängt im Oktober 2017 ihr Studium an der EBC Hochschule in Hamburg an, wo sie Sportmanagement studieren wird.